# Gitanillo de Triana
 (février 2018).
Si vous disposez d'ouvrages ou d'articles de référence ou si vous connaissez des sites web de qualité traitant du thème abordé ici, merci de compléter l'article en donnant les références utiles à sa vérifiabilité et en les liant à la section « Notes et références ».
Francisco Vega de los Reyes dit « Gitanillo de Triana », alias « Curro Puya », né à Séville (Espagne) le 23 septembre 1903, mort à Madrid (Espagne) le 14 août 1931, était un matador espagnol.

## Présentation
Il donne ses premières passes, à 15 ans, avec son ami « Cagancho », à un taureau échappé d'un pâturage voisin. Il commence à toréer en public en 1924 et prend l’alternative en 1927. Il fera une grande carrière, mais avec beaucoup de coups de cornes. Avec « Cagancho » il remplissait les plazas.
Il toréait avec une lenteur proverbiale. Le 13 mai 1930, lors d’une corrida à Madrid, le journaliste Gregorio Corrochano veut chronométrer une de ses « véroniques ». Il regarde sa montre au moment où « Gitanillo » arme sa passe, puis quand il la termine : sa montre s'est arrêtée. Il regarde aussitôt celle de son voisin : arrêtée elle aussi. Il regarde en piste : le taureau lui aussi s’est arrêté. Corrochano titrera sa chronique du jour : « Dis-moi, "Gitanillo", est-ce que ton cœur s'arrête quand tu torées ? ».
Le 31 mai 1931, dans les arènes de Madrid, il est gravement blessé par le taureau « Fandanguero » de la ganadería de Don Graciliano Perez Tabernero. Il meurt à l’hôpital de Madrid le 14 août 1931, après une épouvantable agonie.

### Carrière
- Débuts en public : San Fernando (Espagne, province de Cadix) le 18 mai 1924 aux côtés de Manuel Fernández. Novillos de la ganadería de Félix Gómez.
- Présentation à Madrid : 30 juillet 1926 aux côtés de « Lagartito » et Julio Mendoza. Novillos des ganaderías de Coquilla et du duc de Tovar
- Alternative : El Puerto de Santa María (Espagne, province de Cadix) le 28 août 1927. Parrain, « El Gallo » ; témoin, Juan Belmonte. Taureaux de la ganadería de la Viuda de Concha y Sierra.
- Confirmation d’alternative à Madrid : 6 octobre 1927. Parrain, « El Gallo » ; témoin, Juan Belmonte. Taureaux de la ganadería de Julián Fernández.